# C/1921 H1
C/1921 H1，也稱為杜比亞戈彗星（Dubiago's Comet），是一顆暗淡的哈雷型週期彗星，每61-79年繞太陽運行一次。天文學家預計該彗星將在1982年回歸，但並未被觀測到。2041年，天文學家預計該彗星再次返回太陽系內部。

## 發現
1921年4月24日，喀山聯邦大學天文台首次發現了這顆彗星 。最初，這顆彗星的發現被錯誤地歸功於德米特里·杜比亞戈（Dmitry Dubyago），但一年後，發現者被澄清為亞歷山大·杜比亞戈（Alexander Dubyago）。

## 外部連結
- C/1921 H1 at the JPL Small-Body Database
  - Close approach · Discovery · Ephemeris · Orbit diagram · Orbital elements · Physical parameters